# Pyhäjärvi (Eura)
Pyhäjärvi je jezero ve střední části Finska. Má rozlohu 155 km². Leží v nadmořské výšce 44 m.

## Pobřeží
Pobřeží je velmi členité a na jezeře je 102 ostrovů.

## Vodní režim
Odtok zajišťuje řeka Pyhäjoki. Jezero zamrzá od listopadu do dubna až května.

## Využití
Je na něm rozvinutá místní vodní doprava.